# Orectogyrus sjoestedti
Orectogyrus sjoestedti is een keversoort uit de familie van schrijvertjes (Gyrinidae). De wetenschappelijke naam van de soort is voor het eerst geldig gepubliceerd in 1902 door Régimbart.